# Wang Chunlu
Wang Chunlu (n. 27 septembrie 1978, Changchun, Republica Populară Chineză) este o sportivă ce a reprezentat Republica Populară Chineză, medaliată olimpică. A participat la 2 ediții ale Jocurilor Olimpice (1998, 2002) în care a câștigat două medalii de argint și o medalie de bronz.